# Samsung Galaxy Xcover
De Samsung Galaxy Xcover (S5690) is een mid-rangesmartphone van het Zuid-Koreaanse chaebol Samsung. De telefoon is in augustus 2011 aangekondigd en is beschikbaar in een zwarte uitvoering.

## Software
Het toestel maakt gebruik van het besturingssysteem Google Android versie 2.3.6 (ook wel Gingerbread genoemd). Net zoals de Taiwanese fabrikant HTC met zijn Sense UI doet, legt Samsung over zijn smartphone een eigen grafische schil heen, TouchWiz UI. Het toestel zal geen update krijgen naar Android 4.0 in tegenstelling tot Samsung Galaxy Xcover 2.

## Hardware
Het toestel heeft een capacitief tft-aanraakscherm met een schermdiagonaal van 9,3 cm. Het krasvrije aanraakscherm heeft een resolutie van 480 x 320 pixels en kan 16.777.216 kleuren weergeven. De Samsung Galaxy Xcover heeft een singlecore-processor van 800 MHz met een werkgeheugen van 512 MB. Het toestel heeft 160 MB aan opslaggeheugen, dat kan worden uitgebreid met een microSD-kaart tot een maximumcapaciteit van 32 GB.

## Uiterlijk
De Xcover weegt 135,5 gram en is 121,5 x 65,9 x 11,95 mm groot. De behuizing is voor een groot deel gemaakt van plastic en het scherm is gemaakt uit Gorilla Glass, waardoor het scherm 4 tot 5 keer sterker is. Een speciale eigenschap zorgt ervoor dat het scherm licht gebogen is. De smartphone is gecertificeerd met IP-67, dit betekent dat het toestel vuil- en luchtdicht is en dat het een half uur lang 1 meter onderwater kan blijven.
Onder de achterklep zitten de SD-kaart, de simkaart en de batterij met een capaciteit van 1500 mAh.